# John Greenleaf Whittier
John Greenleaf Whittier (17. prosince 1807 Haverhill, Massachusetts, USA – 7. září 1892 Hampton Falls, New Hampshire) byl americký kvakerský básník a abolicionista.

## Životopis
Narodil se v rodině námezdní rolníka – kvakera. Od roku 1828 se zabýval novinářskou a publicistických činností jako spolupracovník různých periodik. Do dějin americké literatury se zapsal jako klasický básník abolicionizmu. Jeho básně zasvěcené boji za osvobození černochů z otroctví jsou sebrané v knize Voices of Freedom (1846).
Bezprostředně se zúčastnil politického boje. V roce 1833 podepsal spolu s jinými abolicionisty protiotrokářskou deklaraci; připravoval veřejné petice, vystupoval v tisku i na veřejných shromážděních s propagandou abolicionistických idejí. Navzdory kvakerskému dogmatu "neodporovat zlu", kterého se básník dříve držel, opěvoval v období občanské války 1861–1865 ve svých básních sebraných do sbírky In War Time (1864) spravedlivý boj proti otroctví.
Mezi básnickými sbírkami napsanými na jiná témata vyniká cyklus básní Songs of Labor (1850) v nichž oslavuje lid Nové Anglie. Zaslouženého uznání dosáhla i autobiografické báseň Snow-Bound (1866), kterou napsal podle živých vzpomínek z mládí, v níž popisuje přírodu rodného státu Massachusetts.